# 飯本信之
飯本 信之（いいもと のぶゆき、1895年3月14日 - 1989年6月12日）は、日本の地理学者。お茶の水女子大学名誉教授。日本地理学会会長（1956年 - 1958年）。勲三等旭日中綬章（1969年）、従三位（1989年）。
昭和前期に政治地理学と地政学を開拓し、その研究を先導した。特に自然地理学中心の日本の地理学界を批判し、国内にドイツ地政学を導入・紹介して、その学問の制度的基礎をつくった。日本で初めて「地政学」という言葉を使用した人物である。

## 来歴
1895年3月14日、石川県金沢市大浦町で生まれる。大浦尋常小学校（後の金沢市立大浦小学校）、石川県立金沢一中（後の石川県立金沢泉丘高等学校）、帝国大学予科第四高等学校（後の金沢大学）を経た後、遊学の地を東京とし、1917年に東京帝国大学理科大学鉱物学科へ入学した。小藤文次郎、横山又次郎、神保小虎らの指導を受ける。翌年、神保小虎教授の助手として、台湾の日月潭発電所予定地の地質・水質調査及び居住民俗調査に参加した。
大学入学3年目に地理学科へ転科し、山崎直方らの指導を受ける。1922年卒業と同時に東京女子高等師範学校（後のお茶の水女子大学）講師として女子教育の道にすすむ。翌年から、陸軍参謀本部陸地測量部修技所講師を、翌々年から東京高等師範学校講師を兼任し、1925年には東京女子高等師範学校教授に就任。なお、1927年から日本大学講師を、1940年から法政大学文学部講師を兼任する。
飯本は自然地理学の研究に着手していたが、1923年に関東大震災によって蔵書や資料を焼失。その後心機一転して、日本で最も遅れていた政治地理学を専攻するようになる。研究は多岐にわたり、1925年の「人種争闘の事実と地政学的考察」を初めとして、『地理学評論』、『地理教育』、『地学雑誌』などに発表している。『地理講座』(改造社)、『日本地理大系』などには地誌関係のものもみられるが、その中心は政治地理学であった。特にドイツの地理学の研究動向に留意し、その見解は『政治地理学』（1929年）、『政治地理学研究　上・下巻』（1935・37年）に示されている。
1925年から1944年までは、文部省中等学校教員検定試験（文検）地理科の出題委員として、辻村太郎、田中啓爾、内田寛一、佐藤弘らとともに、地理学の普及・発展に努めた。飯本の出題傾向は、専門分野の地図関係と政治地理学が中心であり、実際に地図研究所の常任理事も務めていた。文検により、彼の著書はよく読まれ、学説は地理学界や地理教育界に広く知られた。また、国内地域や諸外国の地誌、政治地理などを地理叢書や諸雑誌に多数発表した。
1936年 - 1938年には文部省の在外研究員としてドイツ・トルコ・ブラジルなどに留学した。多くの海外渡航の中で、とくに飯本に大きな影響を与えたのはドイツであった。オランダで開催された万国地理学会に日本代表で参加した際、ゾイデルゼーのポルダーを視察し、還暦後に学位論文として「干拓地の地理学的研究」をまとめている。また、カール・ハウスホーファーにその居宅で面会し、強い感銘を受けた。
1941年に発足した日本地政学協会の常務理事としても、結成と運営に深く関わった。この会の目的は、日本を中心とする陸軍の空間を地政学的に調査研究し、「高度国防国家」を建設することにあった。月刊の機関誌『地政学』が発行され、解説記事を毎号欠かさず執筆し、アジア各地の地誌を連載するなど、群を抜いて多数の寄稿を行った。ただし、実際に1940年代の地政学界を牽引したのは江沢譲爾であった（後述）。
敗戦後、女子高等師範では、地政学者の名のもとに飯本が公職追放されるのではないかと心配されたが、教員適格審査・公職資格審査はいずれも合格し追放は免れた。澤田 (1989)によれば、「学者としての先生が正しく評価され、事なきを得て、生徒一同は胸をなでおろした」とされる。
戦後の新制大学発足にあたり、お茶の水女子大学の初代の文教育学部長を担当した。お茶の水女子大学での新学科創設の業績は、やがて日本大学での地理学科創設へ向かう。1958年4月、お茶の水女子大学を定年以前に退職し、請われて5月に日本大学に迎えられた。浅海 (1990)によれば、日大への転職は、当時の同大学地理学科の基礎確立に向かっての強い懇望があったためとしている。富田芳郎とともに私立大学唯一の実験・実習重視の理系の地理学科の創設に当たった。なお、その応用面を強調した応用地学科もつくり、両学科はともに特色ある、実社会に役立つ技術・知識を身につけた学生を養成することで知られている。さらに、その両学科を基礎として大学院理工学研究科の地理学科がつくられた。
日本大学では自然科学研究所長、評議員として教育行政にもあたり、機関紙「総合海洋科学」の刊行、マダガスカル島や津軽半島などの実地調査と種々の方面で業績をあげた。1965年、日本大学を定年退職したが、高齢にもかかわらず健康のため引退を惜しまれ、翌年には駒沢大学教授として3度目の勤務にあたり、同大学は1972年で退職する。
1956年には日本地理学会会長に、1961年には同学会の名誉会員になった。また1984年には東京堆学協会の名誉会員とともに協会賞を受賞した。そして、1963年、お茶の水女子大学名誉教授となり、1969年に勲三等旭日中授章に叙せられ、1989年には従三位に任ぜられた。
1989年6月12日、94歳にて亡くなる。

## 研究・影響
飯本は、オットー・シュリューターによって提起され、当時のドイツで地理学の重要な概念となっていた「Landschaft」を「景域」と和訳し、自らの地理学研究の中心概念に据えた。飯本によれば、この「景域」は、自然景域に人間の文化的営力が加わった文化景域であり、両者の相互作用によって生み出されたものである。よって、現在の景域を観察するには、この移行を眺める必要があり、地理学研究には歴史的な考察が欠かせないという。ただし、当時の地理学では地形学の研究が中心であり、1930年頃から「Landschaft」を「景観」と和訳した解釈（辻村太郎による）が学会に定着し、少数派の飯本の訳語・解釈は広く普及しなかった。
政治地理学においては、ドイツの新しい学説に注目した。特にオットー・マウルの学説を高く評価し、これを「景域」の上に打ち立てらた新しい理論とみなして、自らの研究に導入した。飯本は、政治地理学を景域と国家との相互依存関係に関する学問と規定した。また、「Geopolitik」を日本で初めて紹介し、これを地理的政治学の意で「地政学」と和訳した。地政学の研究は、ハウスホーファーの説を最も尊重して参考にした。その上で、地政学は「国家とその行動を研究対象にし、それらと地的空間との関係のあり方について、歴史的考察を踏まえて追求する学問」とみなした。また、政治地理学と区別して「政治的な事件と地理空間とのつながりを明らかにするもの」と述べた。特に飯本は、国家の変化・動態を政治地理学は静的に、地政学を動的にみる傾向がある。実際、著書『政治地理学』でも地政学による観察を随所に取り入れている。日本で地政学の研究が活発になるのは1940年代前半であるから、飯本のそれは10年ほど先んじていた。
1920年代後半に日本の地理学界に紹介されたドイツ地政学は、アメリカにおける排日移民法成立と関わって「白人」対「有色人種」の闘争に結びつけられた。飯本は、地理学評論において「人種争闘の事実と地政学的考察」（1925-1926年）を発表し、「有色人種」の排斥を取り上げて、「アジア」が正当に分け与えられるべき「生活空間」を強調している。しかし、当時の日本はまだ南洋諸島を実質的な植民地として所有するに過ぎず、関東大震災の影響で地形学的な研究がますます重要視されるなど、積極的には受容されなかった。また、飯本自身も、地政学に関して科学的な体系性の不備から限界性を感じていた。
しかし、1940年以降になると、一度は棄却されかにみえた地政学が再び取り上げられる。飯本は、1941年設立の日本地政学協会の常務理事に就いた。ただし、この時期に地政学者として最も精力的に議論を展開させたのは、江沢譲爾であった。飯本は協会の運営業務に追われていたためか、毎号のように寄稿していても、それらの多くは日本の支配地域の気候・地形・産業・人口などの紹介にとどまるものであった。他方で、江澤は協会では評議員という立場であったが、当時の地政学界では、最も多くの言説を提示したイデオローグであった。彼らは、ドイツ地政学を応用しながら「日本」の生活空間としての「大東亜共栄圏」を構想してきたが、この内容は皇道主義的な小原敬士ら京都学派とは全く異なるものであった（詳細は地政学#日本における歴史を参照）。

## エピソード
- 妻とともに、3人の子供がいた。長男は日本大学教授であったが、妻に続いて先立った[11]。
- 公・私両面にわたって、幸田清喜、籠瀬良明、米沢春季、立石友男、貝山久子らの奉仕を得ていた[11]。
- 女子教育の成果として、米寿の祝賀会で838人の卒業生への呼びかけに対し612人の賛同を得ている[2]。
- ドイツ製のカメラや双眼鏡を大切にしていた。特に双眼鏡は、息子が欲しいといっても譲らなかったが、孫には簡単に渡したという[2]。
- 老年期には足が不自由となった[11]。
- 浅海 (1990)によれば、「大柄で威厳に満ちた風貌」だが、「気配りをされる方」との印象を受けたという。浅海が巡検指導の見習いで同行した際は、宿の夜において「会社の社長と間違われて困る」という心中を語っている[17]。
- 研究室の書棚や大きなテーブルの配置がえをしばしば思いたち、それをまめに実行した[17]。
- 学術審議会地理学用語専門部会で主査を務めていた。浅海 (1990)によれば、用語の適切度について検討するうちに「甲論乙駁が果てしなく、余談から放談、雑談となり、その主導権をにぎっている我らの主査に正直なところ困り果てたこともしばしばであった」という｡他方で、論談を「心から楽しまれていたのだと思う」と浅海は語っている[18]。
- 卒論ゼミではよく「フィールドでは地域住民の悩みを聞いてその由来を探るのが地理学の目的なのだ」と説いた[18]。

## 著書
- 1929年『政治地理学』改造社
- 1933年『経済地理学』地人書館
- 1935・37年『政治地理学研究,上・下巻』中興館
- 1940年『地理学発達史』中興館
- 1941年『南米の経済地理』日本放送出版会
- 1956年『図説世界地理』偕成社
- 1957年『日本地理事典』誠文堂新光社
- 1957年『社会科地図帳』富山房
- 1960年『人文地理』教育図書（菊地利夫・野村正七と共著）
- 1963年『地理の基礎』旺文社

※論文などの著作は『飯本信之先生略歴・著作目録』（1973年 駒澤地理 9巻）に詳しい。